# 小行星19464
小行星19464（19464 Ciarabarr）是一颗绕太阳运转的小行星，为主小行星带小行星。该小行星于1998年4月20日发现。

## 轨道参数
小行星19464的轨道半长轴为2.6549305 UA，离心率为0.009。